# Edward Turowski
Edward Turowski (ur. 21 października 1904 w Tomaszkowie, zm. 2 kwietnia 1972 tamże) – polski nauczyciel i działacz narodowy w Niemczech, poseł na Sejm I kadencji PRL (1952–1956).

## Życiorys
W 1927 ukończył seminarium nauczycielskie w Działdowie, po czym przez rok pracował w charakterze nauczyciela w mazurskiej miejscowości Hartowiec (w granicach RP). Po powrocie do Prus Wschodnich objął kierownictwo nad polską szkołą w Nowej Kaletce (1929–1932), a później w Giławach (1932–1933). Działał w Polsko-Katolickim Towarzystwie Szkolnym w Olsztynie. W 1937 musiał opuścić Prusy Wschodnie i wyjechał na Śląsk Opolski, gdzie został na krótki okres dyrektorem szkoły w Jemielnicy. Po wyjeździe do Bremy  kierował kursami języka polskiego dla Polonii.  Więziony w Sachsenhausen, później służył w niemieckich oddziałach pomocniczych.
W 1945 wrócił na Warmię i kontynuował pracę w szkolnictwie. Zasiadał w Powiatowej i Wojewódzkiej Radzie Narodowej w Olsztynie. Od 1950 działał w Zjednoczonym Stronnictwie Ludowym (był m.in. prezesem Powiatowego i Miejskiego Komitetu). W 1952 uzyskał mandat posła na Sejm PRL w okręgu Olsztyn.
Odznaczony Krzyżem Oficerskim i Kawalerskim Orderu Odrodzenia Polski. Miał brata Pawła (1892–1978) – działacza polonijnego w Niemczech, pierwszego po 1945 sołtysa Tomaszkowa.